# NGC 5450
NGC 5450 — часть галактики в созвездии Большая Медведица.
Этот объект входит в число перечисленных в оригинальной редакции «Нового общего каталога».